# 23990 Springsteen
A 23990 Springsteen (ideiglenes jelöléssel 1999 RM1) a Naprendszer kisbolygóövében található aszteroida. Ian P. Griffin fedezte fel 1999. szeptember 4-én.
Nevét Bruce Springsteen (1949) amerikai zenész után kapta.